# Zeyerova (Písek)
Zeyerova je ulice v Písku na Budějovickém Předměstí. Začíná napojením na ulici Hradišťská poté se kříží s ulicemi Švantlova, Nádražní a Heritesova. Končí křižovatkou s ulicí Husovo náměstí.
Ve vnitrobloku mezi Zeyerovou a Kocínovou ulicí se nachází MŠ Písek. Na křižovatce Nádražní a Zeyerovi ulice stojí budova ZUŠ Otakara Ševčíka. V roce 2021 je škola dočasně uzavřena.

## Historie
Písek byl prvním městem v českých zemích, které si nechalo vypracovat regulační plán. V letech 1891–1895 na něm spolupracovali ing. Novotný a prof. Müller. Zeyerova ulice byla projektována od bývalého tržiště u Husova náměstí až do ulice Švantlovy. Dne 19. října 1907 byla ulice pojmenována podle českého básníka a prozaika Julia Zeyera. V ulici byly v roce 1907 postaveny pouze dva domy. Později v roce 1934 přibyly další dva domy a jeden dům v roce 1937. V roce 1963 byl zbořen dům v ulici Nádražní čp. 114 a ulice Zeyerova tak dosáhla až k Husovu náměstí. V jižní části ulice probíhala výstavba v letech 1955–1969, v severní část zabírají většinou objekty Husovy školy. V padesátých letech vyústila Zeyerova ulice do Hradišťské přes pozemky bývalého Švantlova dvora a Měšťanského pivovaru. V této části byly domy dokončeny až v roce 1990.
V roce 2020 začala rozsáhlá rekonstrukce ulice. V roce 2021 se rekonstrukce dokončuje. Úpravy zahrnují výměnu veškerých sítí, výstavbu opěrné zdi u zahrady mateřské školy, vybudování chodníků a nových parkovacích míst. Na konci října 2021 došlo na instalaci květináčů s lavičkami před základní uměleckou školou a sadové úpravy. Náklady projektu přesáhly 40 milionů korun.